# 亚美尼亚人问题

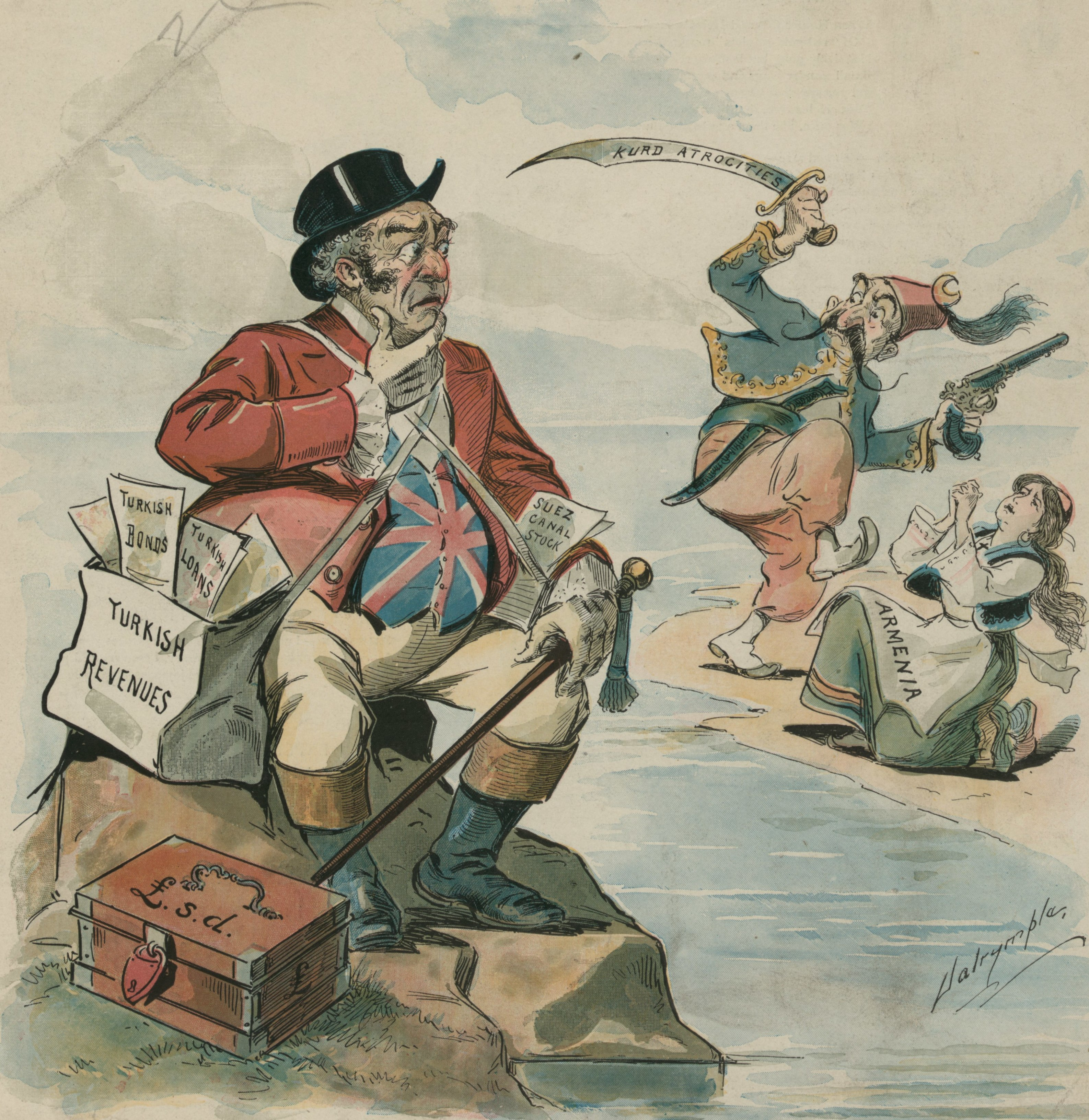
1895年Puck雜誌上諷刺约翰牛對亞美尼亞人問題袖手旁觀的插畫

亞美尼亞問題是指奥斯曼帝国境内的亚美尼亚人的地位問題，1878年柏林會議之后，這一問題開始擺上台面。有人主張應該保护亚美尼亚人的安全、自由且不受周围相邻民族的威胁。1915年，聯合進步委員會的高层决定彻底解决亚美尼亚人问题，手段就是杀戮、驱逐帝国境内的绝大部分亚美尼亚人，从而引发了亚美尼亚种族灭绝。